# Monts Nikkō
Les monts Nikkō (日光連山, Nikkō-rensan) sont un groupe de volcans situé à la limite des préfectures de Tochigi et Gunma, sur l'île de Honshū, au Japon. Son activité volcanique débute il y a environ 560 000 ans, avec la formation des monts Nyohō, et Akanagi. Elle prend fin il y a environ 12 000 ans avec l'émergence du stratovolcan Nikkō-shirane, son point culminant à 2 578 mètres d'altitude. Terres sacrées du shintoisme, ils deviennent aussi, au VIIIe siècle, des montagnes sacrées du bouddhisme par la volonté du moine bouddhiste Shōdō Shōnin, ascète montagnard et propagateur de l'enseignement du Bouddha dans l'ancienne province de Shimotsuke.
Le développement de la pratique de l'exploration de l'espace montagnard japonais en tant que sport et loisir, impulsé vers la fin du XIXe siècle par des Occidentaux et poursuivi par les Japonais après la Seconde Guerre mondiale, amène en toute saison de nombreux randonneurs le long des chemins de randonnée qui s'étirent sur les pentes des volcans formant les monts Nikkō dont la faune et la flore sont protégées par le gouvernement japonais du fait de leur intégration au parc national de Nikkō depuis 1934.

## Toponymie
Dans les monts Nikkō, le mont Nantai, montagne sacrée de l'est de l'ancienne province de Shimotsuke (la préfecture de Tochigi depuis la fin du XIXe siècle), est aussi appelé « mont Futara » (二荒山, Futara-san). Le terme « (二荒) » est un raccourci pour « 二荒颪 (Futara-oroshi, litt. « deux vents catabatiques violents ») », expression qui désigne un vent catabatique qui souffle dans la préfecture de Tochigi deux fois par an, au printemps et à la fin de l'automne (ou en début d'hiver),. À l'époque de Shōdō Shōnin (VIIIe siècle), moine bouddhiste fondateur de la cité de Nikkō, ces vents saisonniers, venus du nord et dont la force s'amplifiait au pied du mont Nantai, constituaient des calamités climatiques pour Nikkō et au-delà. En 820, Kōbō-Daishi, saint fondateur de l'école bouddhiste Shingon, séjourna à Nikkō. Ses invocations des divinités bouddhiques au sommet du mont Nantai mirent fin aux turbulences venteuses. Pour marquer l'événement, relevant que « 二荒 () », suivant une lecture chinoise, se prononce aussi « Ni-Kō », prononciation très proche de celle de l'expression « 日光 (Nikkō) » signifiant « lumière solaire », il désigna la montagne sous un nouveau nom : Nikkō-san (日光山),. Ainsi, par un jeu de mots, la cité, fondée au VIIIe siècle au pied du volcan Nantai, est baptisée Nikkō.
Pour assurer la réception de la parole du Bouddha auprès des gens du peuple, le moine Shōdō avait dû composer avec les croyances et les traditions locales du shintoïsme, implantées de plus longue date que celles relatives à sa foi bouddhique,. S'est alors élaborée une forme originale de syncrétisme religieux mêlant philosophie bouddhique et spiritualité shintō : le Nikkōsan shinkō (日光山信仰), ou la « foi dans les montagnes de Nikkō ». Les trois montagnes au cœur de cette tradition spirituelle sont les monts Nantai, Nyohō et Tarō, nommées collectivement Nikkōsanzan (日光三山, litt. « trois montagnes de Nikkō »), et, par extension, l'ensemble du complexe volcanique est appelé monts Nikkō (日光山, Nikkō-san).

## Géographie

### Situation
Les monts Nikkō sont situés dans le Nord de la région de Kantō, sur l'île de Honshū. Ils s'étendent sur les deux préfectures de Tochigi et Gunma, au nord du lac Chūzenji.
Leur plus haut sommet est le mont Nikkō-Shirane (2 578 m).
Tous les volcans formant les monts Nikkō appartiennent au parc national de Nikkō.
| \| Nantai Tarō Nyohō Akanagi Ōmanago Senjōgahara Nikkō-Shirane Komanago Sannōboshi Lac Chūzenji Nikkō Rivière Daiya \| Principaux sommets des monts Nikkō. |
| Nantai Tarō Nyohō Akanagi Ōmanago Senjōgahara Nikkō-Shirane Komanago Sannōboshi Lac Chūzenji Nikkō Rivière Daiya                                           |

| \| Lac Chūzenji Nikkō \| Vue aérienne des monts Nikkō. |
| Lac Chūzenji Nikkō                                     |

### Topographie

#### Sommets principaux

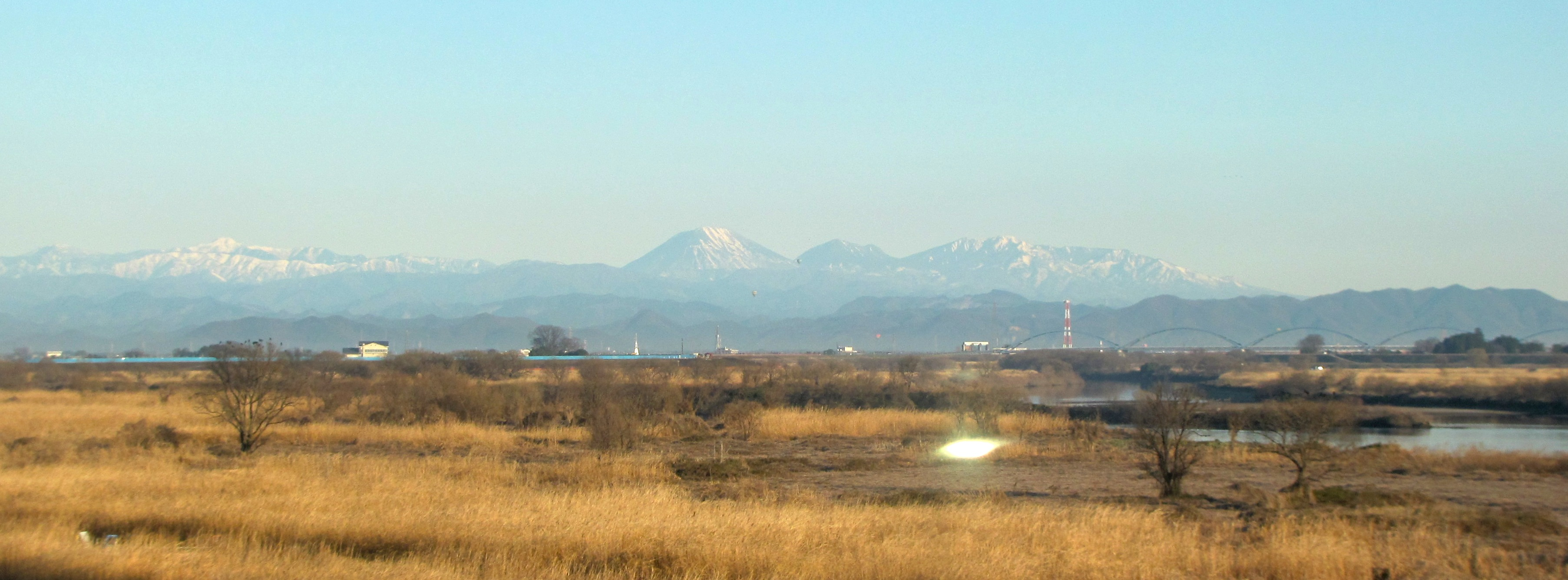
Vue des monts Nikkō depuis le pont Utsunomiya dans la ville de Koga.

Les monts Nikkō se composent de plusieurs sommets dont l'altitude varie de 2 000 à plus de 2 500 m ; les plus connus sont :
- le mont Nikkō-Shirane (2 578 m) ;
- le mont Nantai (2 486 m) ;
- le mont Nyohō (2 483 m) ;
- le mont Taishaku (2 455 m) ;
- le mont Ōmanago (2 375 m) ;
- le mont Tarō (2 367 m) ;
- le mont Yusen (ja) (2 333 m) ;
- le mont Komanago (2 323 m) ;
- le mont Sannōboshi (2 077 m) ;
- le mont Akanagi (2 010 m).

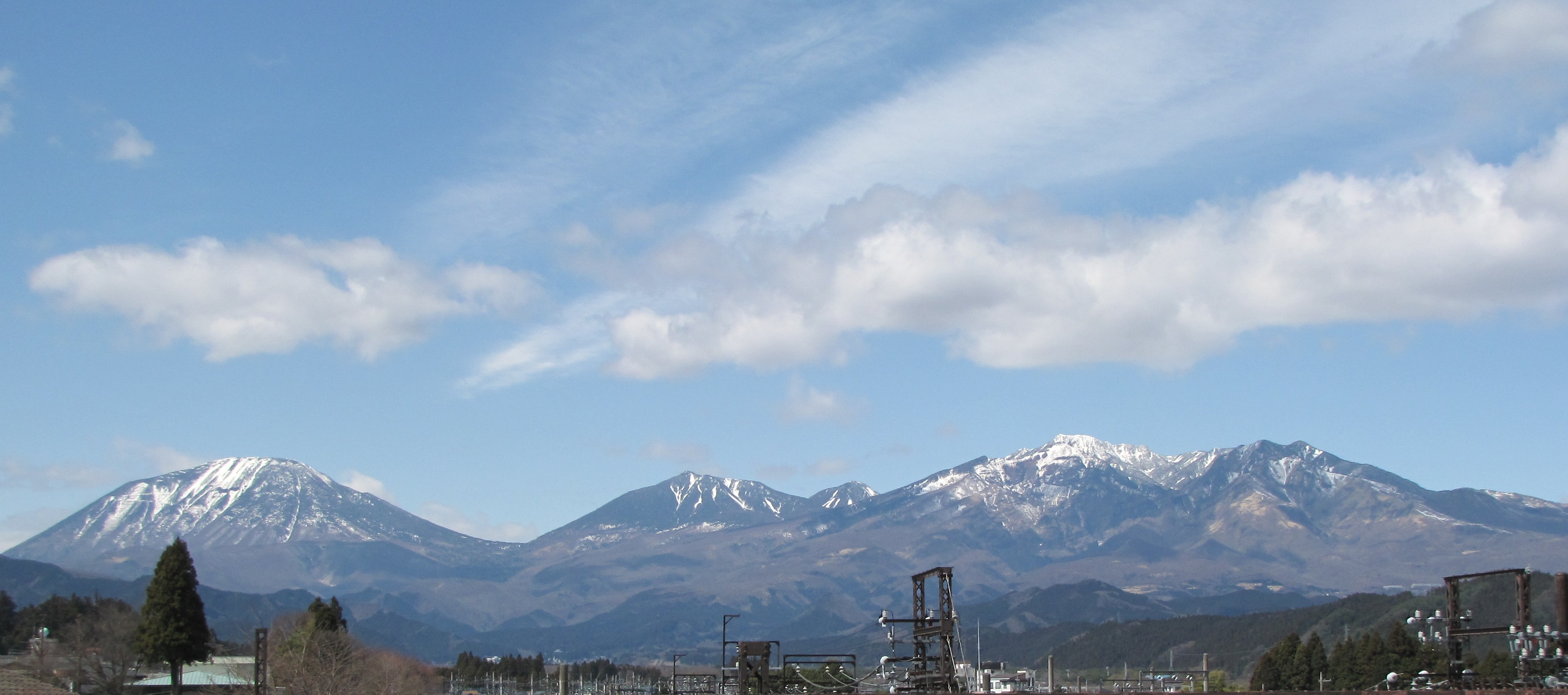
Vue des monts Nikkō depuis Nikkō.
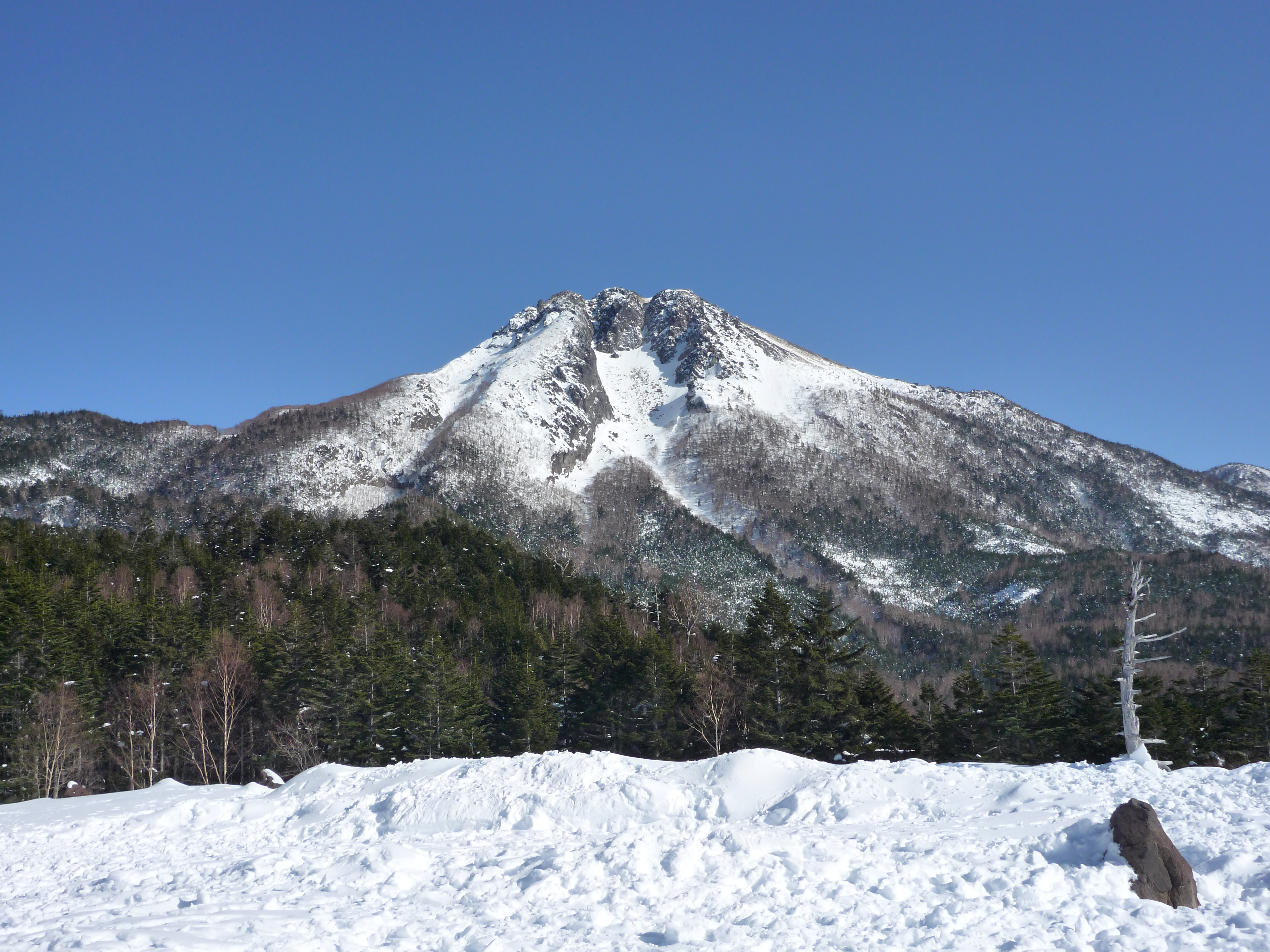
Vue du mont Nikkō-Shirane depuis le village de Katashina.
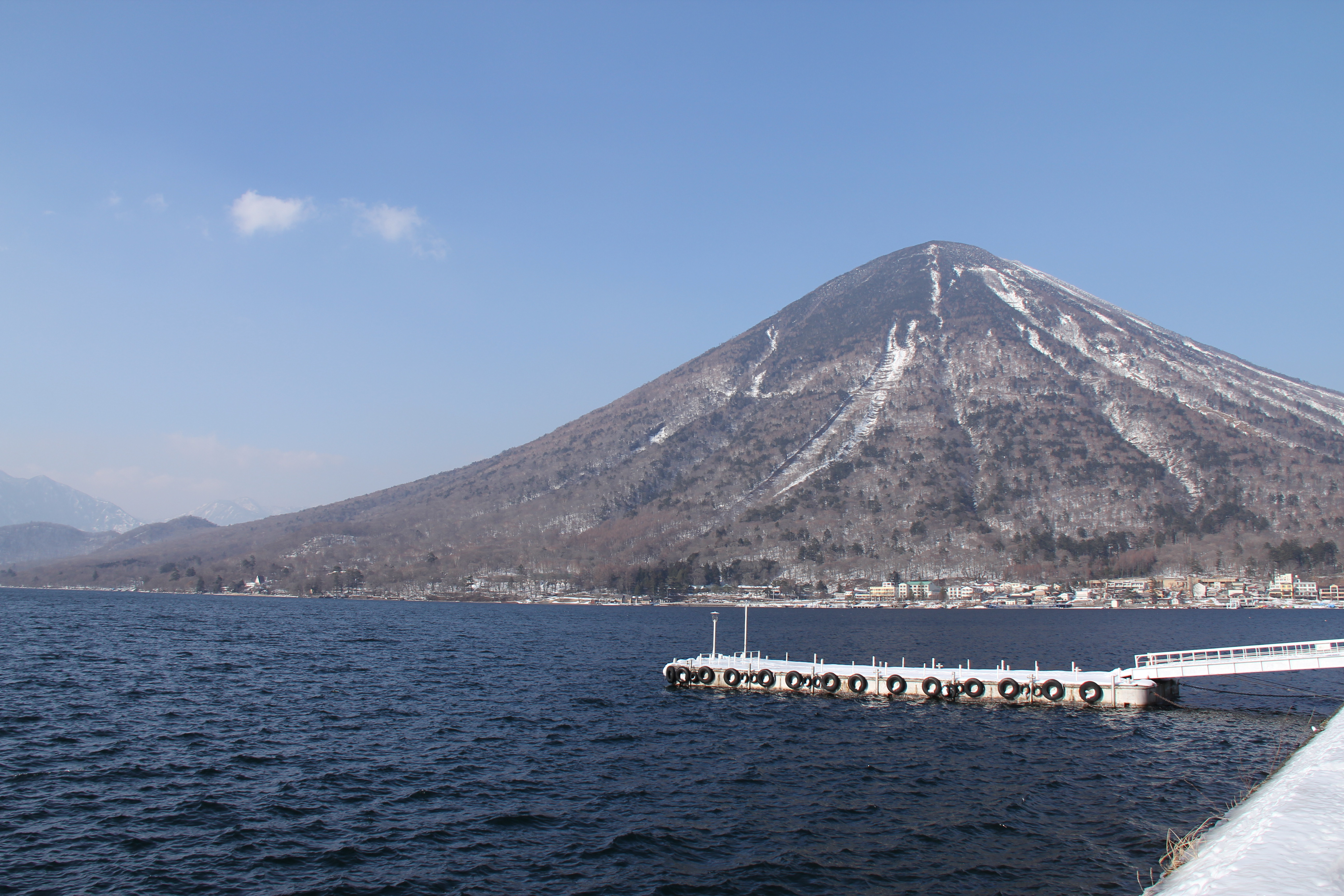
Vue du mont Nantai depuis le lac Chūzenji.

#### Hydrographie
De nombreux ruisseaux et rivières prennent leur source sur les pentes des monts Nikkō, abondamment arrosés lors de la saison des pluies. Ils contribuent au bassin versant de la rivière Daiya à l'est du lac Chūzenji et, dans le Nord-Ouest de Nikkō, alimentent le cours supérieur de la rivière Kinu, un affluent du fleuve Tone.

### Géologie
Les monts Nikkō, situés sur l'arc volcanique du Japon, forment un complexe volcanique dont les volcans sont essentiellement composés de roches magmatiques et plus particulièrement de basalte, d'andésite et de dacite. Selon l'Agence météorologique du Japon, seul le mont Nikkō-Shirane est classé actif, avec un faible risque éruptif. La dernière éruption enregistrée de ce volcan a débuté en juillet 1952 et s'est terminée deux mois plus tard.

### Climat
Le climat des monts Nikkō correspond à celui d'Oku-Nikkō, la partie sud-ouest de la ville de Nikkō. Il est du type continental humide. La température annuelle moyenne est d'environ 7 °C et les précipitations annuelles sont de 2 169 mm. L'hiver le mercure peut descendre jusqu'à −9 °C et grimper jusqu'à 23 °C en été.
En hiver, un vent froid et humide venu de Sibérie, via la mer du Japon, apporte de la neige sur les sommets des monts Nikkō.
| Mois                                | jan.  | fév.  | mars  | avril | mai   | juin  | jui.  | août  | sep.  | oct.  | nov.  | déc.  | année   |
| ----------------------------------- | ----- | ----- | ----- | ----- | ----- | ----- | ----- | ----- | ----- | ----- | ----- | ----- | ------- |
| Température minimale moyenne (°C)   | −8,1  | −8,8  | −5,1  | 0,1   | 5,1   | 10,1  | 14,4  | 15,3  | 11,6  | 5,1   | −0,2  | −5    | 2,9     |
| Température moyenne (°C)            | −4,1  | −3,9  | −0,7  | 5     | 9,9   | 13,7  | 17,7  | 18,7  | 14,9  | 9,1   | 4     | −1    | 6,9     |
| Température maximale moyenne (°C)   | −0,4  | 0     | 3,6   | 10    | 14,8  | 17,7  | 21,6  | 22,6  | 18,6  | 13,2  | 8,2   | −2,9  | 10,3    |
| Ensoleillement (h)                  | 170,2 | 162,1 | 188,1 | 185,9 | 167,8 | 107   | 108,3 | 128,3 | 100,4 | 128,9 | 152,7 | 164,7 | 1 764,4 |
| Précipitations (mm)                 | 52,3  | 58,8  | 109,4 | 157,8 | 174,6 | 220,9 | 277   | 394,2 | 363,2 | 201,8 | 107,6 | 51,4  | 2 169   |
| dont neige (cm)                     | 114   | 124   | 113   | 23    | 0     | 0     | 0     | 0     | 0     | 1     | 12    | 62    | 449     |
| Nombre de jours avec précipitations | 15    | 15    | 19    | 16    | 16    | 20    | 23    | 20    | 22    | 15    | 11    | 10    | 202     |
| Humidité relative (%)               | 65    | 65    | 66    | 68    | 75    | 85    | 87    | 87    | 87    | 80    | 71    | 66    | 75      |
| Nombre de jours avec neige          | 25,1  | 21,8  | 29,9  | 6,8   | 0,8   | 0     | 0     | 0     | 0     | 0,6   | 6,5   | 20    | 101,5   |
| Nombre de jours avec brouillard     | 2,8   | 4,8   | 5,8   | 9,4   | 12,9  | 14,7  | 17,6  | 15,3  | 14,9  | 11,4  | 6,6   | 4,3   | 120,3   |

| Diagramme climatique                                  |           |              |            |              |               |             |               |               |              |              |            |
| J                                                     | F         | M            | A          | M            | J             | J           | A             | S             | O            | N            | D          |
| −0,4−8,152,3                                          | 0−8,858,8 | 3,6−5,1109,4 | 100,1157,8 | 14,85,1174,6 | 17,710,1220,9 | 21,614,4277 | 22,615,3394,2 | 18,611,6363,2 | 13,25,1201,8 | 8,2−0,2107,6 | −2,9−551,4 |
| Moyennes : • Temp. maxi et mini °C • Précipitation mm |           |              |            |              |               |             |               |               |              |              |            |

### Faune et flore
Situé dans le Sud du parc de Nikkō, un parc national d'une superficie de 1 149,08 km2, administré par le ministère de l'Environnement du Japon depuis sa création en 1934,, les monts Nikkō constituent l'habitat de nombreuses espèces d'oiseaux sauvages et les pentes des volcans qui les composent offrent un terrain fertile pour diverses variétés de plantes. Ils font partie d'une zone importante pour la conservation des oiseaux : Oku-Nikkō, le Sud-Est d'un site naturel protégé de 3 130 km2 qui recouvre une partie de chacune des quatre préfectures de Tochigi, Gunma, Niigata et Fukushima.

#### Faune
Les pentes boisées des monts Nikkō abritent des mammifères communs dans la région comme le cerf Sika (Cervus nippon), le macaque japonais (Macaca fuscata), l'écureuil du Japon (Sciurus lis), le muscardin du Japon (Glirulus japonicus), un rongeur omnivore, le lièvre du Japon (Lepus brachyurus) et le tanuki du Japon (Nyctereutes viverrinus). Bien que devenus rares, la martre du Japon (Martes melampus), l'ours noir d'Asie (Ursus thibetanus) et le saro du Japon (Capricornis crispus) peuvent être aperçus,. Des insectes coléoptères du genre Dorcus, Batocera lineolata, une espèce de capricornes endémique du Japon et le grand porte-queue (Papilio machaon) peuplent les forêts du groupe de volcans. Les monts Nikkō sont aussi l'habitat du serpent ratier du Japon (Elaphe climacophora), un reptile non venimeux, de la salamandre noire du Japon (Hynobius nigrescens), de l'onychodactyle du Japon (Onychodactylus japonicus), du crapaud commun du Japon (Bufo japonicus), une proie de choix pour l'épouvantail des montagnes (Rhabdophis tigrinus), un reptile capable de recycler les toxines produites par les grenouilles et crapauds dont il se nourrit,.
Les monts Nikkō sont surtout le « paradis des oiseaux ». De nombreuses espèces de passereaux telles que le roitelet huppé (Regulus regulus), la mésange boréale (Poecile montanus), la mésange de Chine (Parus minor), le cincle de Pallas (Cinclus pallasii), la sittelle torchepot (Sitta europaea), le grimpereau des bois (Certhia familiaris), le cassenoix moucheté (Nucifraga caryocatactes), le gobemouche bleu (Cyanoptila cyanomelana), le bouvreuil pivoine (Pyrrhula pyrrhula), l'accenteur du Japon (Prunella rubida), le troglodyte mignon (Troglodytes troglodytes), le corbeau à gros bec (Corvus macrorhynchos), les rossignols bleus (Larvivora cyane), calliope (Calliope calliope) et à flancs roux (Tarsiger cyanurus), le pipit à dos olive (Anthus hodgsoni), la bouscarle chanteuse (Horornis diphone), le geai des chênes (Garrulus glandarius), le rougequeue aurore (Phoenicurus auroreus) et le pinson du Nord (Fringilla montifringilla) y font leurs nids. Le martinet de Sibérie (Apus pacificus), le coucou fugitif (Hierococcyx fugax), le coucou de l'Himalaya (Cuculus saturatus), le pic kisuki (Dendrocopos kizuki), l'engoulevent jotaka (Caprimulgus jotaka), l'aigle barbu (Haliaeetus albicilla) et le pygargue empereur (Haliaeetus pelagicus) habitent aussi les monts Nikkō et ses environs,,.

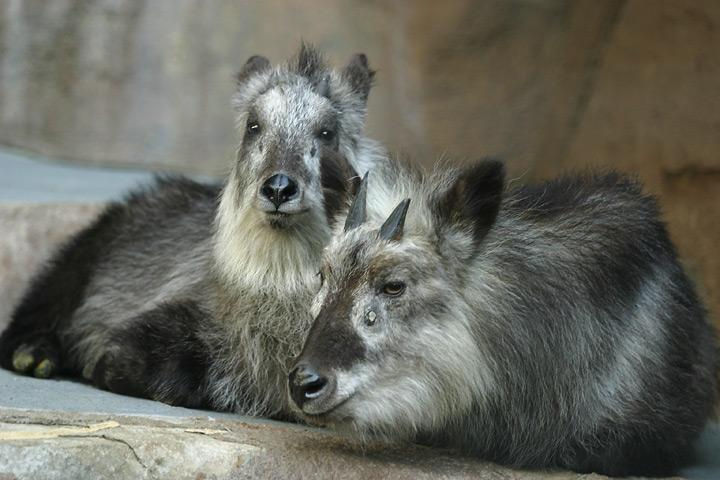
Le saro du Japon (Capricornis crispus).
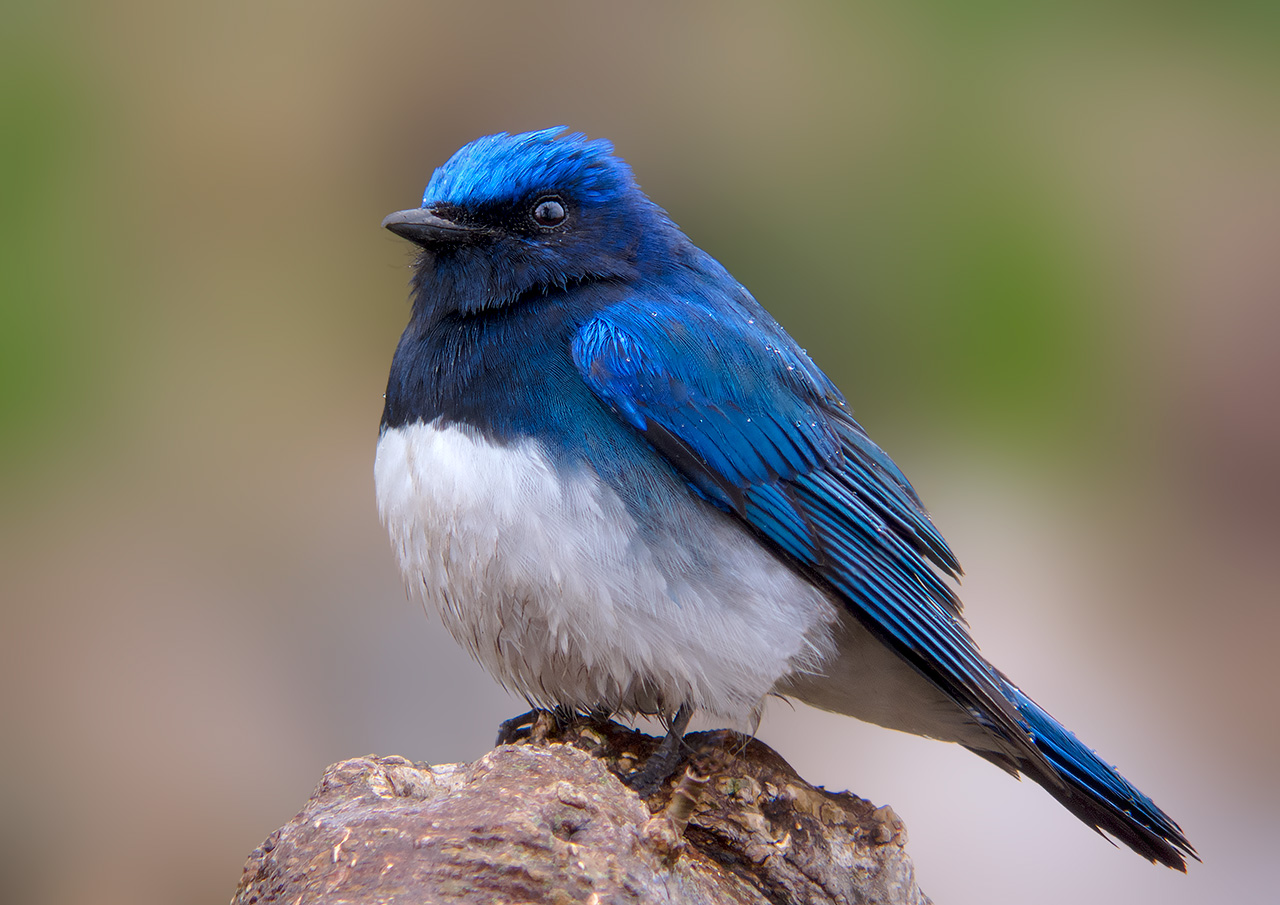
Le gobemouche bleu (Cyanoptila cyanomelana).
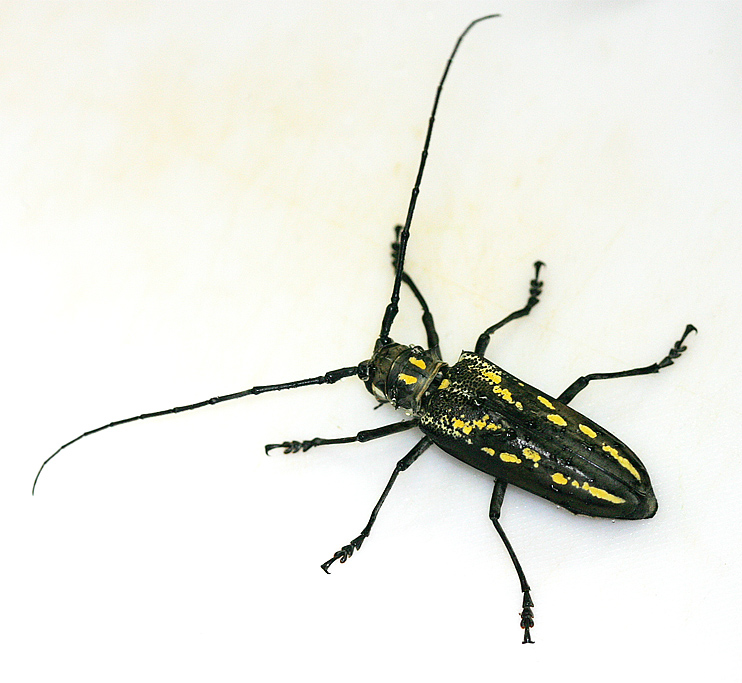
Batocera lineolata.
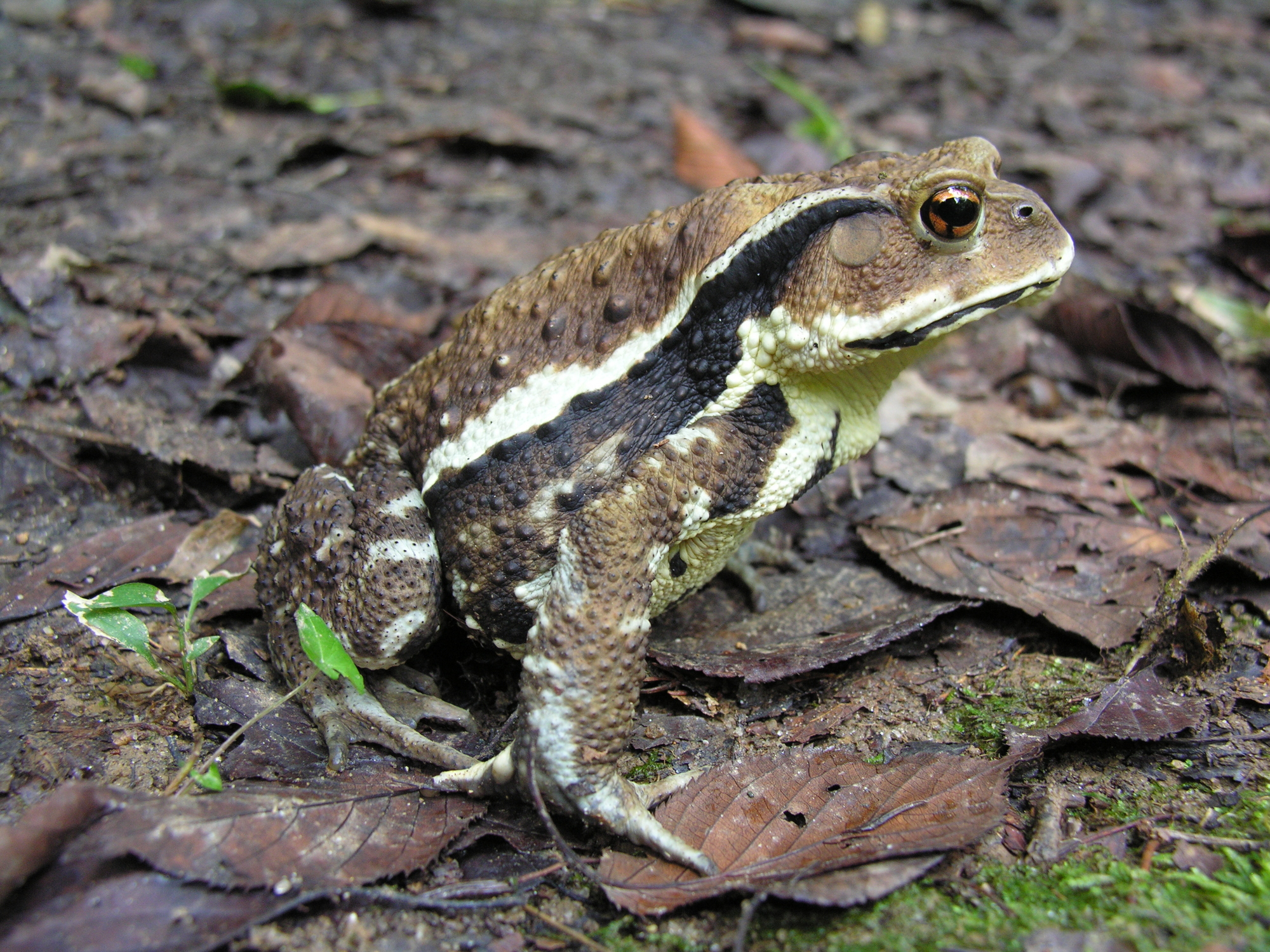
Le crapaud commun du Japon (Bufo japonicus).

#### Flore

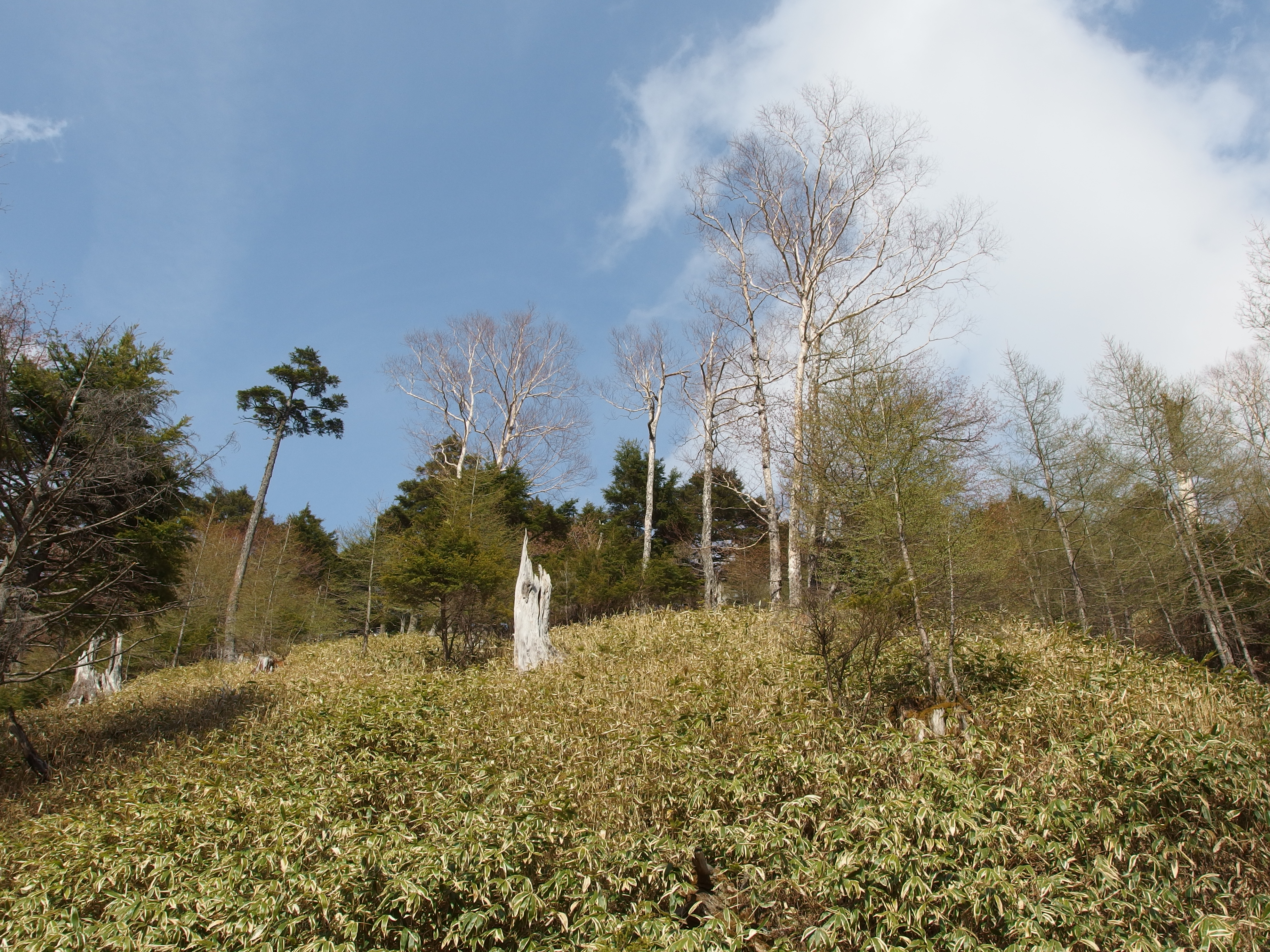
Végétation sur les pentes du mont Nyohō au printemps.

Les monts Nikkō sont couverts de forêts de hêtres du Japon (Fagus crenata) parsemées de mélèzes (Larix kaempferi) et de cèdres du Japon (Cryptomeria japonica), de cerisiers des montagnes d'Ezo (Prunus sargentii) et d'érables du Japon (Acer palmatum), une configuration végétale particulièrement appréciée des Japonais en automne lorsque les feuilles des érables virent au rouge sang et celles des hêtres au jaune vif. L'étage montagnard comprend aussi une sous-espèce du chêne de Mongolie (Quercus mongolica) endémique du Japon, des pins nains de Sibérie (Pinus pumila), des bambous (Sasa veitchii) et des sapins tels que le sapin de Nikkō (Abies homolepis) et le sapin de Veitch (Abies veitchii). Au printemps et en été, ils s'animent de quelques couleurs à la suite de la floraison de colonies de Glaucidium palmatum, d'arabettes hirsutes (Arabis hirsuta), de séneçons de Nikkō (Nemosenecio nikoensis), de baguettes d'Aaron (Solidago virgaurea), de balsamines des bois (Impatiens noli-tangere) et de violettes de Corée (Viola grypoceras),.
À l'étage subalpin, apparaissent la savoyane (Coptis trifolia), la parnassie des marais (Parnassia palustris), l'immortelle d'argent (Anaphalis margaritacea), l'oseille des bois (Oxalis acetosella), la diapensie de Laponie (Diapensia lapponica), Cassiope lycopodioides, Galearis fauriei, une espèce d'orchidée endémique du Japon, le fraisier du Japon (Fragaria nipponica), la myrtille des marais (Vaccinium uliginosum) et diverses espèces de rhododendrons comme l'azalée à cinq pétales (Rhododendron quinquefolium),.
Au-delà des 2 000 m, se prolonge le domaine du bouleau d'Erman (Betula ermanii). Jusqu'aux abords des sommets, les espèces du genre Rhododendron, Rhododendron brachycarpum et Rhododendron degronianum, cohabitent avec le cerisier alpin du Japon (Prunus nipponica), des sous-arbrisseaux comme Vaccinium vitis-idaea et une variété asiatique de la camarine noire (Empetrum nigrum),. Quelques parois rocheuses hébergent une plante carnivore rare : la grasette du Japon (Pinguicula ramosa).

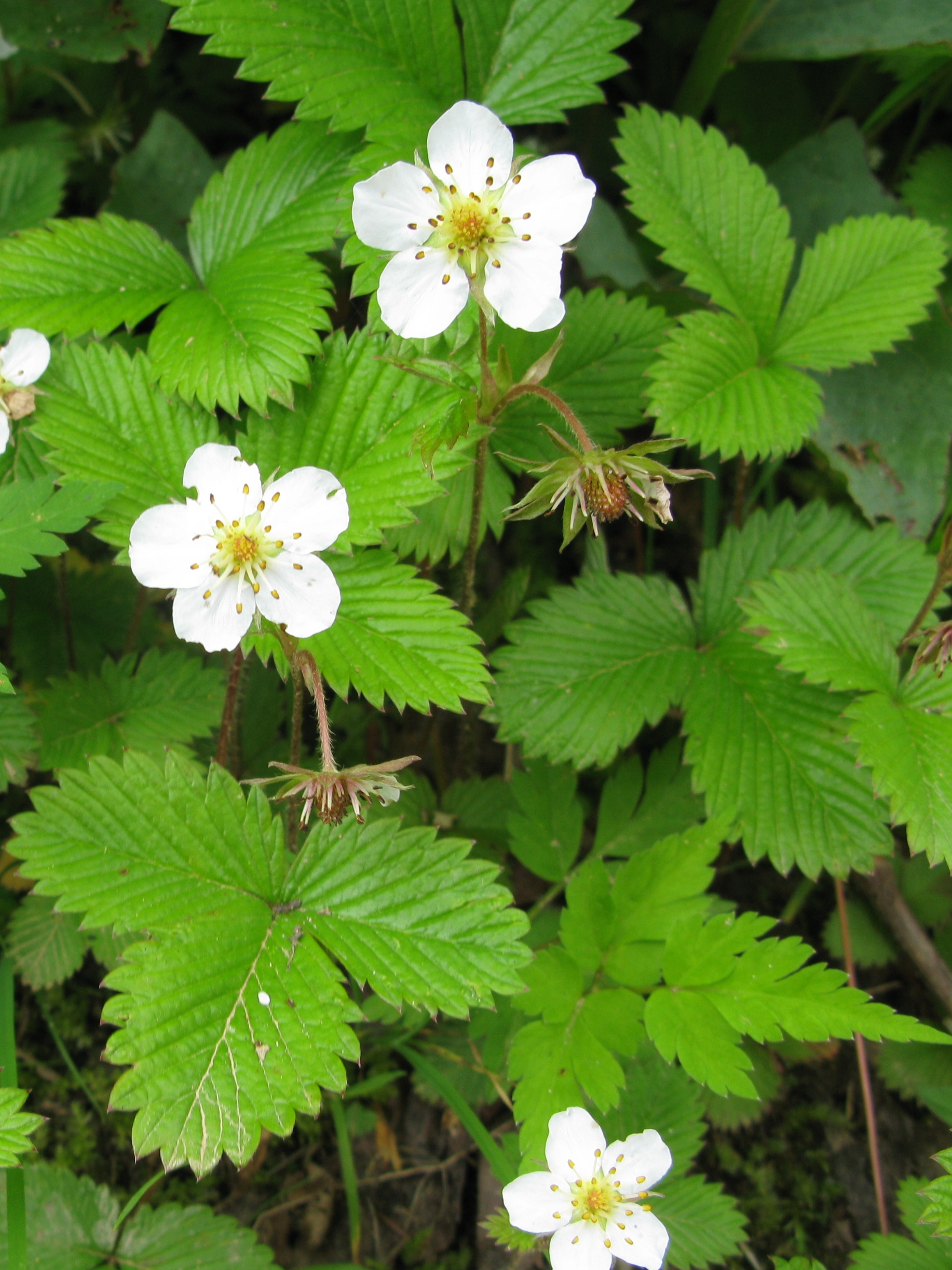
Le fraisier du Japon (Fragaria nipponica).
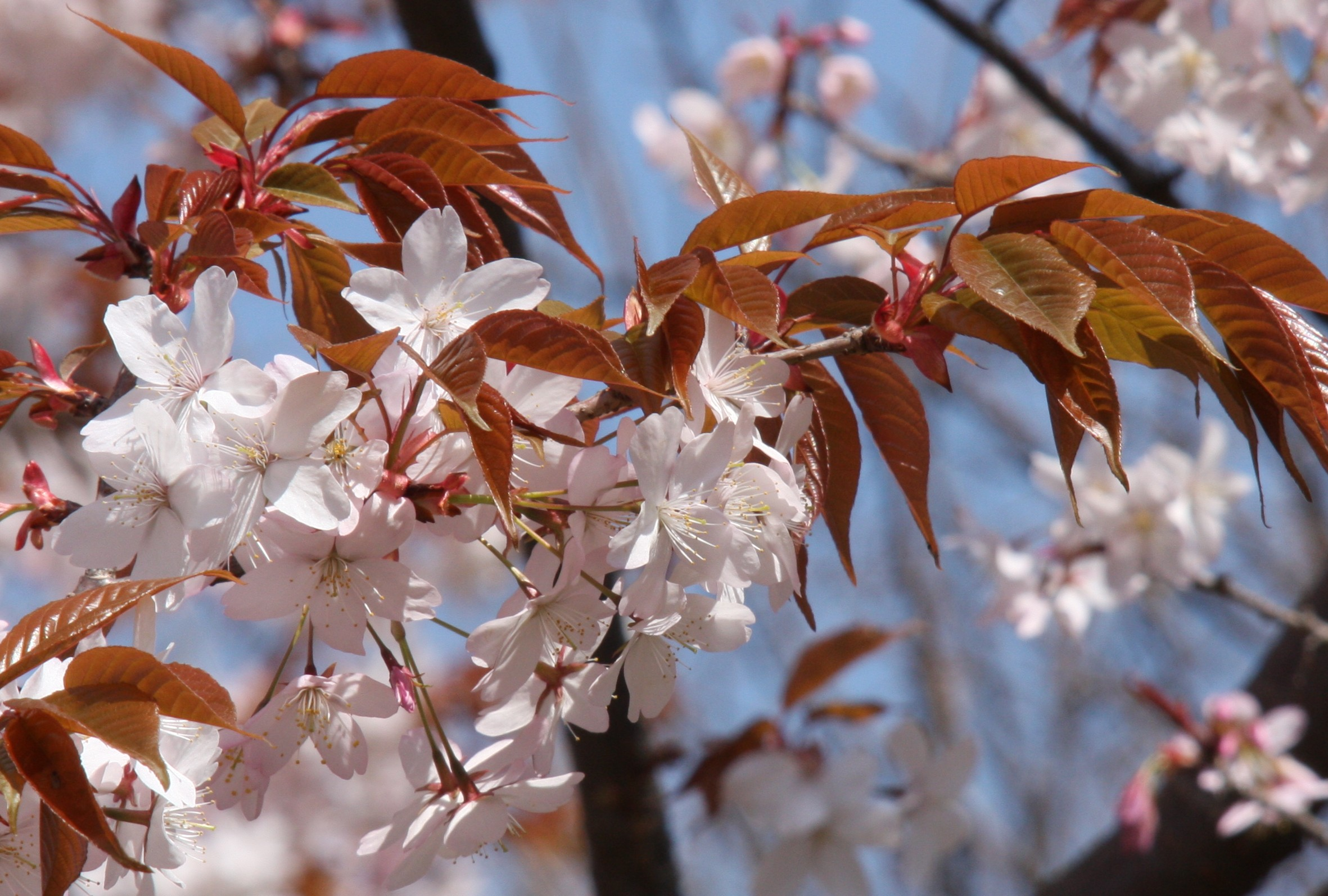
Fleurs de cerisier des montagnes d'Ezo (Prunus sargentii).
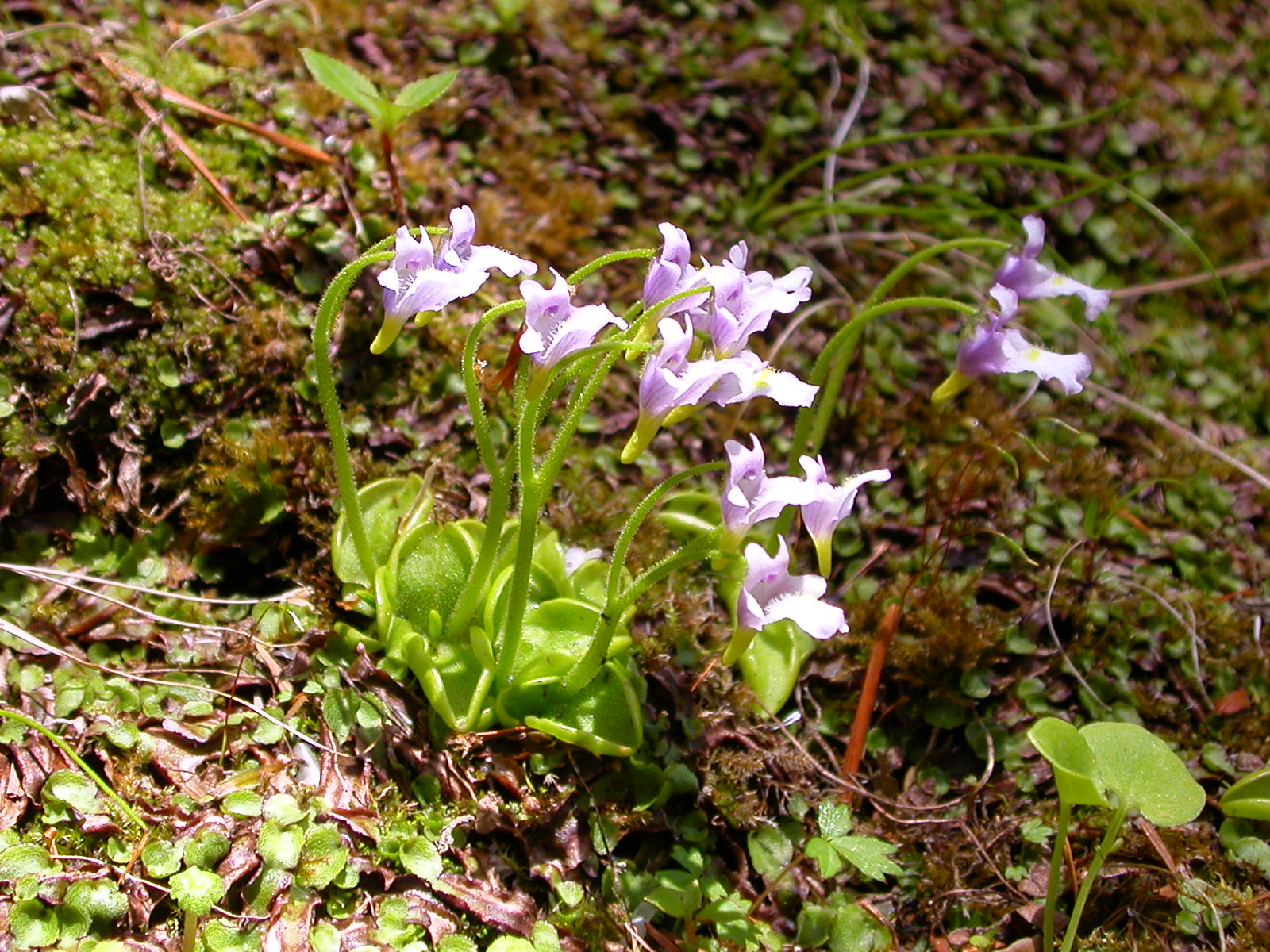
La grassette du Japon (Pinguicula ramosa).
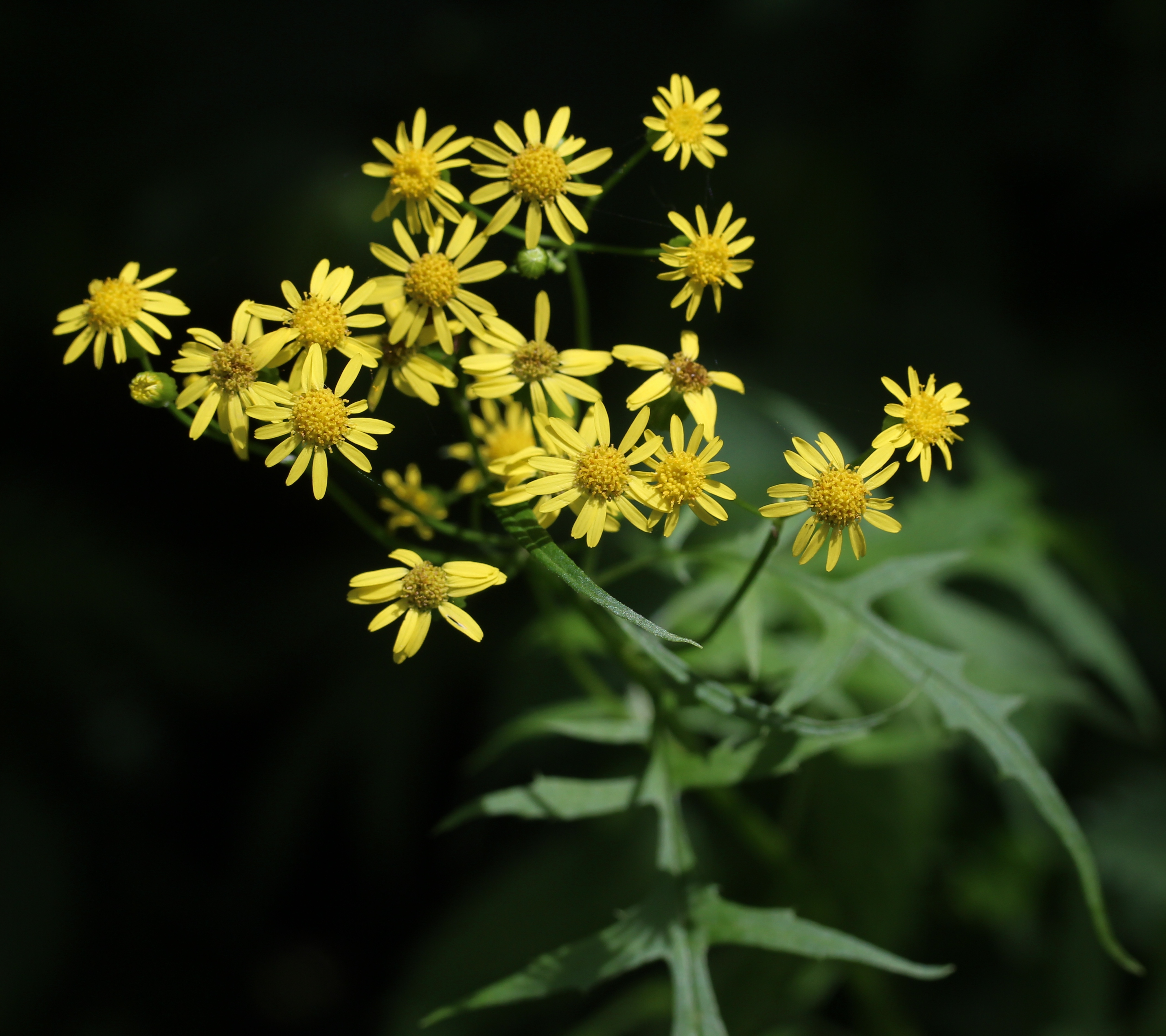
Fleurs de séneçons de Nikkō (Nemosenecio nikoensis).
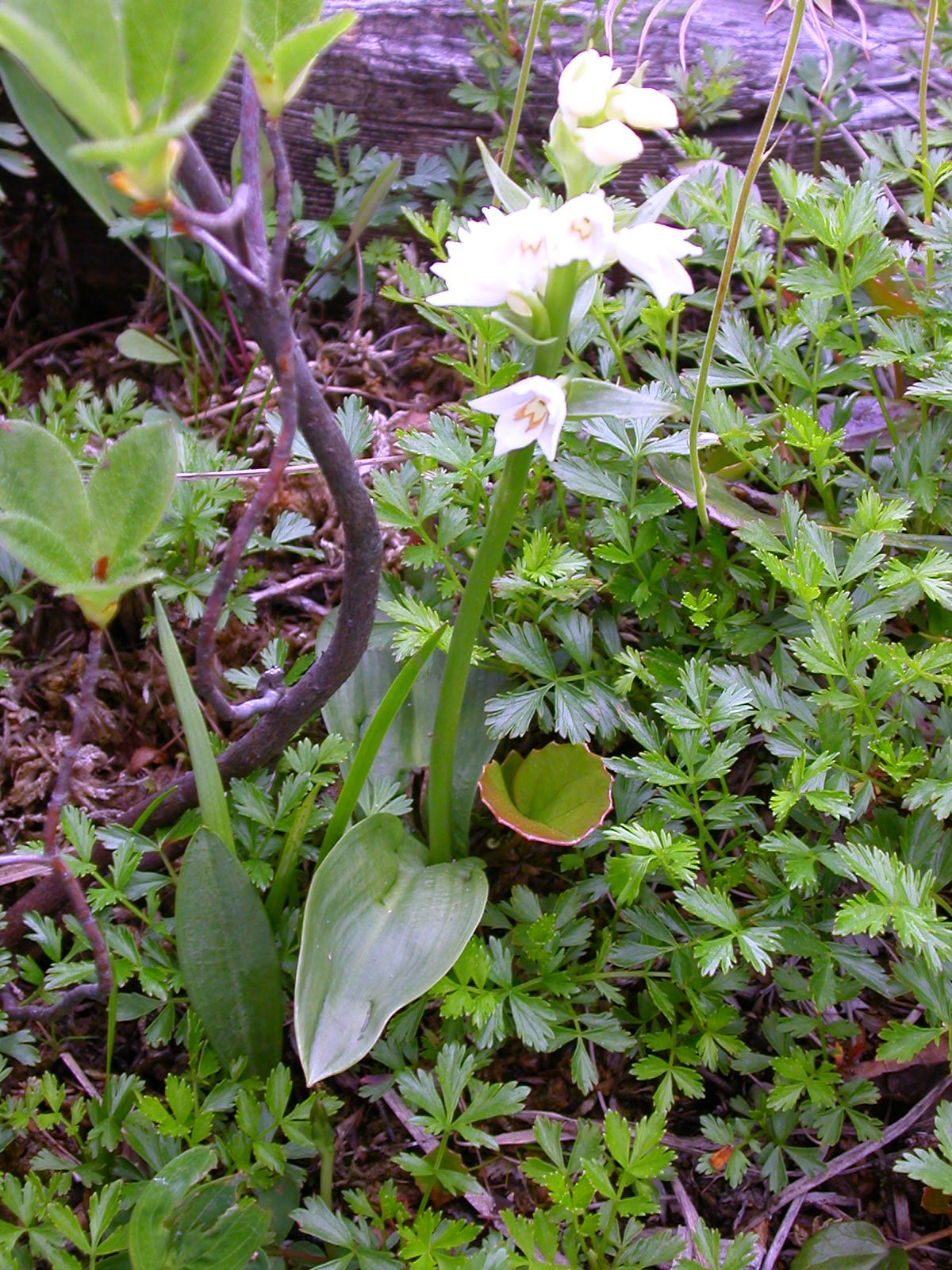
Galearis fauriei, une espèce d'orchidée endémique du Japon.

## Histoire

### Histoire éruptive
Il y a environ 560 000 ans, par accumulation de coulées de lave et d'éjectas, le mont Nyohō émerge de la croûte terrestre, sur l'arc volcanique nord-est de l'île de Honshū. Avec celle du mont Akanagi voisin, sa formation marque le début de l'activité volcanique des monts Nikkō,. Le développement de l'édifice volcanique s'étend sur une période d'environ 290 000 ans ; il résulte de l'épanchement à la surface du sol d'un volume équivalent en « roche dense » (DRE) d'environ 18,16 km3. Puis, après une période de sommeil de 110 000 ans, le mont Nyohō entre en éruption, produisant des coulées pyroclastiques et des coulées de lave jusqu'à 130 000 ans BP. Durant cette phase d'activité éruptive, autour de 135 000 ans BP, des séries d'éruptions phréatiques provoquent des avalanches de débris rocheux le long de ses pentes et, finalement, l'écroulement d'un partie du versant sud-est de son cratère. Le volume DRE de blocs de roche volcanique arrachés aux flancs de la montagne, estimé à au moins 0,79 km3, forme, au pied du volcan, une étendue rocheuse d'une superficie de 27,92 km2,. Avant de s'éteindre il y a 86 000 ans, le volcan Nyohō se manifeste de nouveau pendant une période d'environ 14 000 ans, ses éruptions explosives successives produisant un volume DRE total de magma estimé à 3,7 km3,.
Il y a 100 000 ans, à l'ouest des deux premiers volcans, émergent de l'écorce terrestre des dômes de lave constitués de dacite et d'andésite parmi lesquels les monts Orogura, Sannōbōshi et Komanagō. Puis se forment des Volcans polygéniques de petite taille dont les monts Ōmanagō et Tarō. L'activité de tous ces volcans cesse il y a environ 50 000 ans.
Il y a 20 000 ans, du magma surgit des entrailles de la terre et donne naissance, au sud du mont Ōmanagō, au mont Nantai. Les éruptions successives de ce dernier, jusqu'à il y a environ 12 000 ans, engendrent notamment la formation du lac Chūzenji, au nord, et du plateau Senjō, à l'ouest.
L'émergence du mont Mitsu, un volcan monogénique dont l'éruption est à l'origine de la formation du lac Yu, et du stratovolcan Nikkō-shirane remonte à 12 000 ans.
À l'ère conventionnelle, le mont Nikkō-shirane reste le seul volcan actif des monts Nikkō ; son éruption la plus récente date de 1952.